# Хелльберг, Мартин
Ма́ртин Хе́лльберг (нем. Martin Hellberg, настоящее имя Ма́ртин Ге́нрих нем. Martin Heinrich; 31 января 1905, Дрезден, Саксония, Германия — 31 октября 1999, Бад-Берка, Тюрингия, Германия) — немецкий актёр, кино- и театральный режиссёр.

## Биография
Учился в Дрезденской консерватории. В 1924—1933 годах работал в Дрезденском театре (уволен как коммунист). В кино с 1935 года. В 1945—1948 режиссёр Мюнхенского драматического театра. В 1949—1951 годах — режиссёр Дрезденского театра. Широкую известность получили его экранизации немецкой и мировой классики. Автор статей о театре и кино.
Был дважды женат: на Трауте Хелльберг и Рут Бальдор.

## Избранная фильмография

### Режиссёр
- 1952 — Обречённое село / Das verurteilte Dorf (в советском прокате — «Непрошенные гости»)
- 1953 — Маленькое и большое счастье / Das kleine und das große Glück (в советском прокате — «Ошибка Карла Швалька»)
- 1956 — Томас Мюнцер / Thomas Müntzer
- 1957 — Где бы ты ни был… / Wo Du hin gehst…
- 1958 — Эмилия Галотти / Emilia Galotti (по Г. Э. Лессингу)
- 1959 — Капитаны остаются на борту / Kapitäne bleiben an Bord
- 1959 — Коварство и любовь / Kabale und Liebe (по Ф. Шиллеру)
- 1962 — Чёрные галеры / Die schwarze Galeere (по В. Раабе)
- 1962 — Минна фон Барнхельм / Minna von Barnhelm (по Г. Э. Лессингу)
- 1964 — Много шума из ничего / Viel Lärm um nichts (по У. Шекспиру)

### Актёр
- 1967 — Весна на Одере — командир дивизии
- 1975 — Лотта в Веймаре / Lotte in Weimar — Гёте
- 1981 — Мефисто / Mephisto — профессор

## Награды
- 1952 — Национальная премия ГДР
- 1953 — Международная премия Мира
- 1960 — Премия имени Генриха Грайфа

## Сочинения
- Martin Hellberg: Bühne und Film. Henschelverlag Berlin, Berlin 1955.
- Martin Hellberg: Die bunte Lüge. Erinnerungen eines Schauspielers 1905—1933. Henschelverlag Berlin, Berlin 1974.
- Martin Hellberg: Im Wirbel der Wahrheit. Erinnerungen eines Theatermannes 1933—1951. Henschelverlag Berlin, Berlin 1978.
- Martin Hellberg: Mit scharfer Optik. Erinnerungen eines Filmmenschen 1951—1981. Henschelverlag Berlin, Berlin 1982.